# 기자 클럽
기자클럽(일본어: 記者クラブ 기샤쿠라부[*])은 정부 부처나 경찰청, 기업 등의 출입처에 마련된 기자실에 출입하는 기자들이 만든 일본의 언론 단체이다.
기자클럽은 소속 기자에게만 기자실 출입을 허용하고 있으며, 기자클럽의 자체적인 승인이 있어야 가입할 수 있다. 때문에 잡지나 외신, 프리랜서 기자의 기자실 출입을 제한하고 있다.

## 역사
- 1890년

제국 의회의 취재를 금지하는 법안에 반대하며, 〈시사신보(時事新報 지지 신포[*])〉의 기자가 도쿄에 있는 신문사의 의회 출입 기자들을 모아 의회출입기자단(議会出入記者団 기카이 데이리 기샤단[*])를 조직하였다. 그리고 10월에 일본 전역의 신문사가 가세해 이름을 공동신문기자구락부(共同新聞記者倶楽部 교도 신분 기샤 구라부[*])로 바꾸었고 최초의 기자클럽이 되었다.
- 1941년 3월

신문 통제 기관인 일본신문연맹(日本新聞連盟 니혼 신분 렌메이[*])이 설립되어 기자클럽의 수는 3분의 1로 줄었고, 독자적인 운영이 금지되었다.
- 1949년 10월 26일

일본신문협회(日本新聞協会 니혼 신분 교타이[*])는 〈기자클럽에 관한 방책(記者クラブに関する方針)〉을 만들고 기자클럽은 "친목 도모를 위한 단체로 취재 관련 문제에는 관여하지 않는다."라고 규정하였다.
- 1997년 12월

일본신문협회는 〈기자클럽에 관한 방책〉을 개정하여 기자클럽은 공공 기관에 대한 정보에 쉽게 접근하게 해주는 "취재를 위한 기반"이라고 명시하였다.
- 2005년 3월 24일

〈라이브 도어(Livedoor)〉는 일본 기상청 기자클럽 가입이 허용된 최초의 인터넷 매체가 되었다. 그러나 2006년 3월 15일 호리에 다카후미(堀江 貴文) 전 사장이 증권취인법(証券取引法 쇼켄 도리히키 호[*])위반 혐의를 받아 가입이 취소되었다.
- 2005년 7월 9일

프리랜서 기자 데라사와 유(寺澤有)와 주간지 〈주간 현대(週刊現代 슈칸 겐다이[*])〉의 부편집장은 도쿄 경철서와, 도쿄 지방 법원, 도쿄 고등 법원의 기자 클럽에 소속된 15개 언론사를 상대로 일시적으로 기자실 출입을 하락해 줄 것을 요청하였으나 거부되었다.
- 2005년 11월 8일

NHK 오쓰 방송국(NHK大津放送局)의 한 기자가 방화 사건에 연루되어 채포되자 시가 현 경찰청이 그가 소속된 시가 현 경찰청 기자클럽을 수색하였다.

### 칠판 협정
칠판 협정(黒板協定 고쿠반 교테이[*])은 기자클럽 소속 기자들끼리 맺는 약속이다. 칠판 협정이라는 이름이 붙은 이유는 기자실에서 주로 칠판을 통해서 의사소통을 하기 때문이다. 주로 언론사 간의 과도한 취재 경쟁을 막기 위해 맺어진다. 칠판 협정은 취재원의 요청으로 이루어지기도 한다. 예를 들어 납치 사건의 피해자를 보호하기 위해서 경찰이 칠판 협정을 요청한다.

## 잡지 기자클럽
1956년 일본잡지기자회(日本雑誌記者会 니혼 잣시 기샤카이[*])와 일본잡지사진기자회(日本雑誌写真記者会 니혼 잣시 샤신 기샤카이[*])를 포함한 일본잡지협회(日本雑誌協会 니혼 잣시 교카이[*])가 잡지 편집과 관련된 취재활동을 원활히 하기 위해 설립되었다.

## 순기능
기자클럽이 만들어지면 정부 기관 등의 부처나 단체가 언론 매체에게 공식적인 발표를 빠르게 전달할 수 있다. 특히 취재원이 기자클럽에게 발표 시간을 알려줄 경우 취재 활동을 더 쉽게 할 수 있다. 게다가 기사를 수집하고 편집하는 사이에 걸리는 시간을 줄이고, 각 언론사를 위한 정보 전달 체계를 만드는 것을 가능하게 한다. 예를 들어 지역 단체가 상위 기간의 가자클럽에 접촉하면 정보를 전달하기 수월하다.
기자클럽 옹호자들은 모순처럼 보인다고 할지라도 기자클럽의 영향력이 취재 기관이 개방되도록 사용되었다고 주장한다.

## 역기능
군소 언론이나 프리랜서 기자, 외신은 기자클럽 가입을 제안하고, 특정 신문사이나 방송사가 독점적으로 취재를 하도록 하면 정보가 통제되기 쉽다. 취재원과 부적절한 관계를 가질 기회가 늘어나기도 한다. 이런 이유로 기자클럽은 일본과 외국에서 배타적인 일본적 시스템의 상징으로 비판받고 있다.
기자클럽은 오프 더 레코드 파기를 제재하는 자체적인 규정을 가지고 있다. 규정을 깼을 경우 위반자는 기자클럽에 출입하는 것을 거부당하는 등의 제재를 받게 된다. 기자실은 클럽 회원사에게 독점되지만 세금으로 운영된다는 비판도 있다. 지방 자치 단체까지 합하면 연간 총 운영 비용은 6백만엔에 이를 것으로 추산된다.
기자실에 상주하는 기자들의 주요 업무는 주로 브리핑 자료를 요약하는 것이므로 발표 자료가 사실인지 확인하는 데 소홀하게 된다는 비판을 받고 있다. 또, 취재를 하기 위해 다른 지역으로 나가는 것을 배우는 기자들이 줄어들게 하고 있다. 때문에 대부분의 기사가 기자클럽에 발표된 자료로 쓰인다. 다른 선진국에선 상상도 할 수 없는 일이다. 교도 뉴스의 전직 기자인 우오즈미 아키라(魚住昭)는 "되도록 빨리 정부에서 나오는 정보를 수집하는 것이 업무의 7할 또는 8할을 차지한다면, 세계에서 실제로 무엇이 일어나는지 촉각을 곤두세우는 본능이 무뎌질 것이다. 이것을 알기 전에 공무원의 논리가 몸안에 침투해 공무원의 관점에서 벗어나 생각하기 어렵게 한다. 나는 그렇지 않다고 생각했지만 프리랜서가 되고 5년 후에 나도 그랬다는 것을 깨달았다."(아사히 신문, 2001년 5월 26일자)라며 기자클럽이 기자를 정신적으로 서서히 무기력하게 만들고 언론인으로서의 본능을 무디게 만든다고 주장하였다.
기자클럽은 정치인과 기자 사이를 가깝게 해서 부적절한 관계를 만들기도 한다. 중의원 의원 가와노 타로(河野太郎)는 기자가 정치인에게 식사를 대접받는 일이 흔하고, 동행 취재를 할 때 정치인과 같은 호텔에 묵으며, "정치인과 가장 친한 친구가 되었을 때"가 "좋은 기자"가 되었다고 생각한다고 지적하였다.
기자클럽은 태생적으로 배타적이며, 뉴미디어와 외신, 프리랜서 기자의 가입을 제한다고 비판받고 있다. 이에 일본신문협회는 외국인특파협회(外国人特派協会, Foreign Correspondents' Club of Japan) 회원은 일본신문협회 회원과 같은 대우를 받는 정책을 적용하였다. 그리고 1990년대말 로이터가 가부토 클럽(兜倶楽部)에 가입하는 것을 허용하였다. 이때부터 블룸버그, 다우존스 같은 거대 미디어 그룹이 주요 기자클럽에 가입하게 되었다. 그러나 대부분의 외신이 도쿄에 소수의 특파원만 파견하기 때문에, 특파원을 클럽에 가입시켜 상주시키는 것은 불가능하다. 따라서 기자클럽에 가입할 수 있는 외신은 소수에 불과하다. EU는 기자클럽의 폐쇄성과 배타성을 비난하면서, 기자클럽을 폐지하고 일본 외무성이 발급한 기자증을 소지한 모든 기자가 정부 부처에서 취재할 수 있도록 해야한다고 주장하였다. 외신 기자들이 루시 블랙맨(Lucie Blackman)이란 영국 여성의 실종과 사망에 대한 경찰 브리핑에 참석하는 것이 거부되고, 고이즈미 준이치로(小泉純一郎) 총리가 조선민주주의인민공화국을 방문할 때 기자클럽 비회원은 동행 취재가 허락되지 않은 것(이지마 이사오(飯島勲) 비서관의 발언)이 원인이었다. 국경없는 기자회는 일본 정부가 기자클럽을 해체할 것을 요청하고 있다.

## 관련 사건
- 1921년 한 가스 업체가 가스 가격을 인상하기 위해 도쿄시의회(東京市議会 도쿄시 기카이[*])에 뇌물을 건낸 도쿄가스의옥사건(東京ガス疑獄事件)이 발생하였다. 시청과 도쿄도 경찰청 기자클럽에 출입하는 신문 기자들에게도 뇌물이 건내진 것이 발각되어 여론의 질타를 받았다.

- 1974년 문예춘추(文芸春秋 분게이 슌주[*])가 "다나카 가쿠에이 문제(田中金脈問題)"에 대해 보도했을 때 기자클럽은 의혹을 이미 알고 있었으나 보도하지 않았다.

- 1998년 〈총리와의 대화(総理と語る 소리토 가타루[*])〉가 도쿄방송에서 방영되는 동안 뉴스23(ニュース23)의 앵커 지쿠시 데쓰야(筑紫哲也)가 오부치 게이조(小渕恵三) 총리에게 빌 클린턴(Bill Clinton) 대통령의 타운미팅을 보여주면서 클린턴식 타운미팅을 제안하였다. 오부치 총리는 긍정적이었으나 기자클럽의 반대로 무산되었다. 결국 〈총리와의 대화〉는 예전과 같은 형식으로 계속 진행되었다.

- 1999년 몇몇 기자가 총리 기자클럽 기자실에 일장기를 거는 것을 놓고 농림수산성 직원과 말다툼을 벌인 사건이 생겼다. 국가가 강제로 국기 개양을 강제할 것인가 말 것인가로 논란이 일던 와중에 국기 및 국가에 관한 법률(国旗国歌法 곳키곳카호[*], 국기국가법)이 통과된 직후의 일이었다. 국기국가법의 옹호자와 반대자 모두 "총리 관저 안에서 소란을 피워선 안된다"거나 "기자클럽 이기주의의 상징이 아닌가"라며 기자들의 행동의 비난하였다.

- 2000년 오부치 총리가 갑자기 니혼테레비와 테레비아사히에 전화를 걸었고 두 방송사는 총리의 생방송 출연을 결정하였다. 관련 기자클럽은 "전무후무한 일"이라며 테레비아사히를 비난하였다. (니혼테레비는 비난받지 않았다.)

- 2000년 6월 25일 총리 관저에 출입하는 기자클럽인 내각기자회(内閣記者会 나이카쿠 기샤카이[*]) 기자실 바닥에 놓여있던 〈내일 기자회견에 관한 개인적 의견〉이라는 제목의 쪽지 몇장이 발견되었다. 모리 요시로(森喜朗) 총리가 "일본은 천황을 중심으로한 신의 나라"고 발언한 일에 대해 설명하기로 하기로한 전날이었다. 언론의 질문에 어떻게 대처할 것인가에 관해 총리에게 설명하는 것처럼 보였다. 시사 주간지들은 문서를 작성한 언론사를 NHK로 보도했지만 정작 기자클럽은 사건의 원인을 밝히려는 적극적인 노력을 하지 않았다.

## 기자클럽 폐지를 위한 움직임

### 정당
1994년 오자와 이치로(小沢一郎) 신생당 대표간사는 기자클럽에 가입되지 않은 잡지 기자들을 브리핑에 참여하도록 허용하려 하였으나 기자클럽과의 견해 차이로 결국 실행되지 못하였다.
2002년 오카다 가쓰야(岡田克也) 민왕당 간사장은 스포츠 신문과 주간 잡지, 외신 등 모든 언론이 참여할 수 있는 브리핑 제도를 도입하였다. 이전에는 야당클럽(野党クラブ 야토 구라부[*])에 가입한 언론사만이 브리핑에 참여할 수 있었다.

### 업계 단체와 경제 단체
1993년 도쿄 증권거래소를 담당하는 카부토 클럽은 일본의 언론사만 가입할 수 있는 내부 규정을 바꾸어 외국인특파협회 회원사의 가입을 허용하였다. 외신에게 기자실 문을 여는 움직임이었다.
1999년 일본경제단체연합회(日本経済団体連合会)의 요구로 경단연기계클럽(経団連機械クラブ 게이다렌 기카이 구라부[*])이 해체되었다. 클럽은 전자 설비, 조선, 자동차 같은 산업과 관련된 보도를 중점적으로 하였다. 언론사와 기업은 기자클럽 유지에 관해 논의하였으나 획기적인 해결책이 나오지 않아 결국 클럽은 해체되었다. 업체들이 이미 개방된 브리핑을 도입하고 이메일과 보도 자료를 이용하고 있어 기자클럽을 이용하는 장점이 사라졌기 때문이었다. 기자클럽을 이용하길 원했던 자동차 업계는 일본자동차공업회(日本自動車工業会)에 소속된 자동차산업기자회(自動車産業記者会)을 만들었으나 클럽이 제기능을 하지 못했기 때문에 아사히 신문, 요미우리 신문, 마이니치 신문, 니혼케이자이 신문은 참여하길 거부하였다.
일본전신전화주식회사(日本電信電話株式会社, NTT)를 담당하는 아오이 클럽(葵クラブ 아오이 구라부[*])은 NTT의 구조 조정로 해체되었다. 아오이 클럽은 하나의 기업만을 담당했기 때문에 비판받은 적이 있었다. 경제부장 단체는 구조 조정 이후로 아오이 클럽을 기자클럽으로 받아드리길 거부하였다. NTT는 클럽 회원사를 제외하고 잡지와 외신을 포함한 언론사를 위한 새로운 기자실을 열 목적으로 클럽을 해체하였다.

### 정부 부처와 지방 자치 단체
1996년 4월 가마쿠라시는 전국지과 지방지 가나가와 신문(神奈川新聞 가나가와 신분[*])을 포함한 6개 언론사가 가입된 가마쿠라 기자회(鎌倉記者会 가마쿠라 기샤카이[*]
)의 이용을 중단하고, 시에 등록하면 어느 언론사나 이용할 수 있는 "홍보 미디어 센터(広報メディアセンター)"를 열었다. 다케우치 겐(竹内謙) 시장은 세금으로 운영되는 시의 시설이 소수의 언론사만 가입된 기자클럽에게 독점되는 것은 공정하지 못하다고 주장하였다.
2001년 8월 6일 도쿄 도청은 가지바시(鍛冶橋)와 유라쿠(有楽) 기자클럽에게 도청 사무실을 이용하는 비용을 내달라고 요구하였으나 거부되었다. 대신 전기료, 난방료, 수도료, 전화료를 지불할 것을 요구하였다. 또한 이시하라 신타로(石原慎太郎) 도지사는 잡지와 외신이 브리핑에 참여하지 못하는 관행에 의문을 제기하였다.
2004년 3월 30일 외무성은 중앙 정부 부처와 지방 정부 부처, 경찰서, 업계 단체 등에 공문을 보내 외신이 브리핑에 참석하도록 허용해 달라고 요청하였다.
2006년 3월 14일 재정적 어려움에 직면한 홋카이도청은 도정기자클럽(道政記者クラブ)이 사용하는 전기료, 난방료, 수도료, 기타 비용을 합한 약 2백50만엔을 청구하기로 결정하였다.

### 나가노 현의 "탈 기자클럽 선언"
2001년 5월 15일에 다나카 야스오(田中康夫) 당시 나가노현 지사는 "탈 기자클럽 선언(脱・記者クラブ宣言)"을 발표하였다. 다나카 지사는 현청에 상주하는 3개의 가자클럽을 폐쇄하고 누구나 이용할 수 있는 미디어 센터(表現センター)를 열었다. 거대 언론사가 정보를 독점하는 것을 끝내기 위해서였다. 그러나 기자클럽 가입 언론사는 거세게 반발하였고, 나가노 현 안팎 언론사 간의 갈등을 일으켰다고 보도하였다.
2006년 10월 3일 무라이 히토시(村井仁) 지사는 미디어 센터를 회견장(会見場)으로 이름을 바꾸었다. 다나카 전 지사와 마찬가지로 등록하면 일반 현민도 브리핑에 참석할 수 있도록 하였다.

## 같이 보기
- 기자실
- 대한민국의 기자실과 기자단
  - 뉴스 엠바고